# Wolfram Research
Wolfram Research, Inc. je americká softwarová společnost, jejímž hlavním produktem je programovací jazyk Wolfram Language a sada softwarových nástrojů umožňujících práci s tímto jazykem. Nejvýraznějším takovým nástrojem je výpočetní systém Mathematica, ačkoli v současnosti (rok 2024) společnost nabízí různé produkty cílené na různé typy zákazníků. Společnost založil v roce 1987 se svými spolupracovníky Stephen Wolfram, jenž je dosud též jejím výkonným ředitelem.

## Produkty
Prvním a hlavním produktem společnosti byl po dlouhá léta výpočetní systém Mathematica. Spolu s uvedením její verze 10.0.0 však došlo k zavedení dalších produktů a především k přejmenování produktů stávajících, což vedlo k rozporuplnému přijetí mezi uživateli, které je ještě umocněno tím, že firma nepopisuje zřetelně rozdíly mezi svými produkty, které v některých případech působí duplicitně. Aktuální seznam všech produktů společnosti lze nalézt na jejích oficiálních stránkách. Níže je podán pouze jejich výběr. 

### Mathematica a deriváty

#### Mathematica
Jedná se o historicky nejvýraznější softwarový produkt firmy, jenž slouží k provádění výpočtů v závislosti na příkazech zadávaných v jazyce Wolfram Language vyvíjeném toutéž společností. Do verze 10.0.0 označovalo jméno Mathematica jak vývojové prostředí, tak samotný jazyk, více viz oddíl "Pojmenování" v článku Wolfram Language. Nástroj rozšiřující základní funkčnost Mathematicy pro distribuované výpočty se nazývá gridMathematica a inzeruje se odděleně.

#### Wolfram|One
Wolfram|One je v současnosti (rok 2022) hlavním produktem firmy, určeným pro nové uživatele, kde je přitom zdůrazňováno propojení s cloudem. Interně je však tento produkt patrně ekvivalentní Mathematice. Cloudová služba společnosti se jmenuje Wolfram Cloud a umožňuje ukládání dat spolu s vývojem a prováděním kódu ve Wolfram Language na vzdáleném serveru. A to buď přímo z desktopového prostředí či prostřednictvím webového vývojového prostředí s omezenější funkčností.

#### Wolfram Engine
Wolfram Engine je patrně výpočetní jádro, na kterém je vybudována Mathematica a podobné produkty. Namísto notebooků lze k jádru přistupovat přes příkazovou řádku pomocí programu WolframScript.

#### Wolfram Player
Wolfram Player je okleštěná forma Mathematicy, v níž je znemožněno vyhodnocování kódu a notebooky tak lze otevřít pouze pro čtení s velmi omezenou možností interakce. Jednou z povolených interakcí je například otáčení 3D grafiky. Tento produkt je stáhnutelný zdarma.

### Wolfram Workbench
Wolfram Workbench je plug-in do vývojového prostředí Eclipse, které umožňuje vývoj kódu ve Wolfram Language. Toto prostředí, primárně určené pro vývoj programů v jazyce Java, poskytuje rozšířené možnosti pro ladění a profilování kódu. Až do verze Mathematicy 13.0.0 byl Workbench jedinou možností pro koncové uživatele, jak vytvořit interaktivní dokumentaci pro svůj kód.

### Wolfram|Alpha
Wolfram|Alpha je online služba pro rozpoznávání příkazů zadaných v přirozeném jazyce, kde je na základě dotazu položeného v angličtině vrácen interaktivní výpis výsledků. Tyto výsledky mohou mít například formu dat či spočteného matematického výrazu.

### System Modeler
Wolfram System Modeler je grafické programovací prostředí pro modelování a simulaci komplexních systémů zahrnujících mechanické, elektrické, termální a jiné součásti. Jedná se o implementaci modelovacího jazyka Modelica.

## Další projekty
- MathWorld[20] — Online encyklopedie matematických pojmů. Podobným projektem je Mathematical Functions Site[21], což je databáze matematických funkcí s identitami a vizualizacemi.
- Wolfram Demonstrations Project[22] — Databáze interaktivních mini-aplikací na způsob appletů napsaných ve Wolfram Language, do které přispívají běžní uživatelé.
- Wolfram Resource System[23] — K roku 2022 se jedná se o sadu tří oddělených repozitářů a sice repozitář funkcí[24], neurálních sítí[25] a dat různého druhu[26]. Současně existuje i starší databáze Wolfram Library Archive[27], do níž mohou běžní uživatelé přispívat balíky a doprovodný materiál pro Mathematicu. Jako jejího nástupce lze chápat repozitář pacletů[28], kde paclety jsou archivní soubory obsahující kromě kódu i podpůrné materiály různého druhu, ke kterým lze přistupovat pomocí jednotného rozhraní. K roku 2022 je tento repozitář veřejně dostupný, avšak stále ve vývoji.
- Notebook Archive[29] — Databáze Mathematica notebooků vytvořených uživateli, kde každý notebook slouží jako interaktivní formát pro předávání informace čtenáři o nějakém vybraném tématu.
- Wolfram Data Drop[30] — Služba, jež umožňuje uživatelům funkcí Databin zasílat kontinuálně na vzdálený server jimi získaná, např. experimentální, data a pak je kdykoliv ze serveru stáhnout a zpracovat.[pozn. 1]